# Об'єднана військова база Сан-Антоніо
Об'єднана військова база Сан-Антоніо (англ. Joint Base San Antonio, JBSA) — об'єднана міжвидова військова база Повітряних сил та армії США, що розташована у місті Сан-Антоніо, в штаті Техас. Об'єкт перебуває під юрисдикцією 502-го крила аеродромного забезпечення, Командування освіти та тренувань ПС (AETC). Три групи підтримки крила виконують завдання щодо підтримки життєдіяльності та боєготовності інсталяцій на трьох базах, які підпорядковуються керівництву об'єднаної військової бази Сан-Антоніо.
Об'єднана військова база Сан-Антоніо утворена 1 жовтня 2010 року у зв'язку з реорганізацію Збройних сил США і має у своєму складі базу армії США форт Сем Х'юстон, бази Повітряних сил авіабазою Лекланд і Рендольф й армійський аеродром Мартіндейл, а також ще сім військових інсталяцій у місті та околицях Сан-Антоніо.

## Галерея

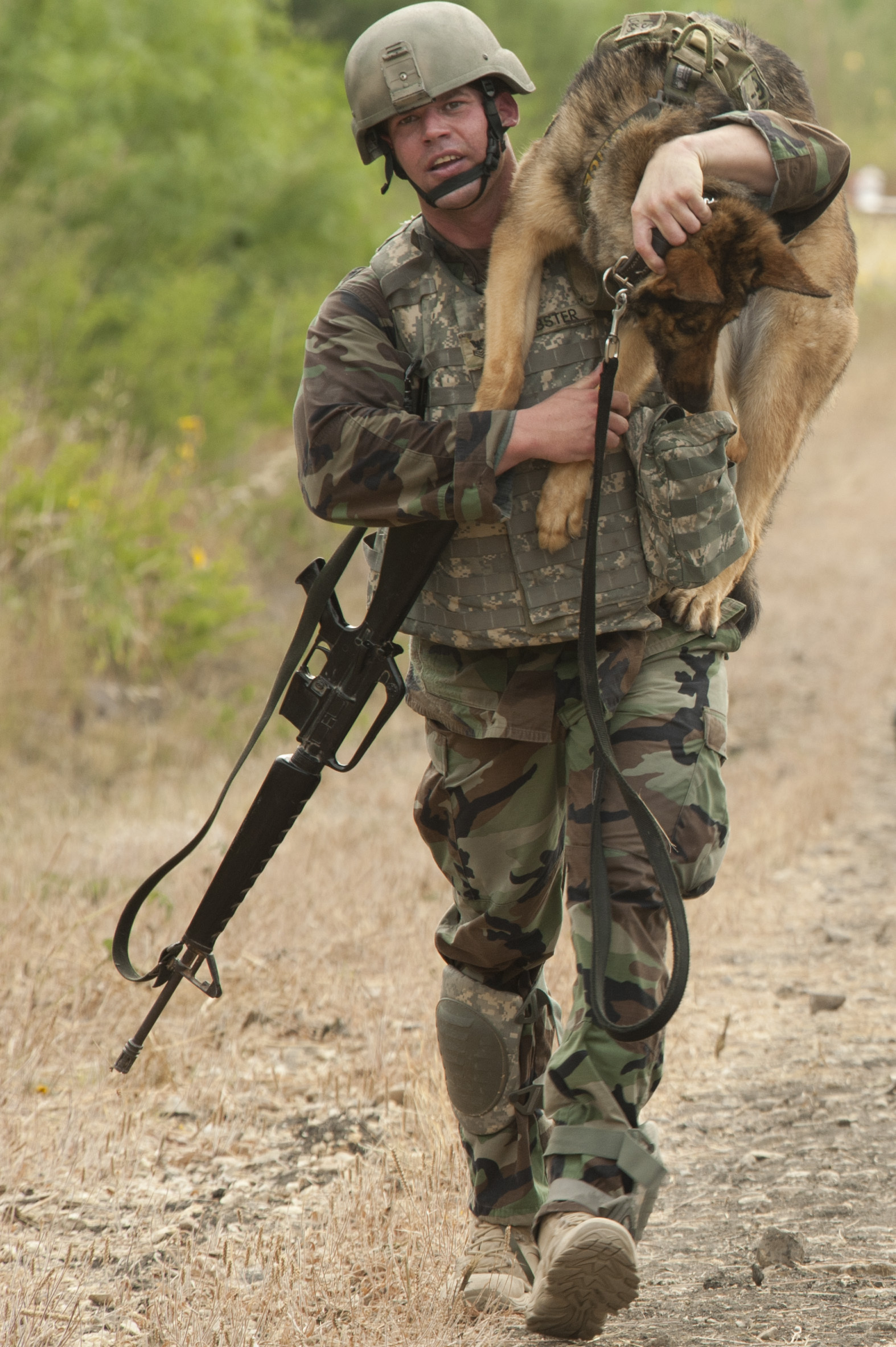
Тренування саперів з евакуації бойового собаки. 5 травня 2012
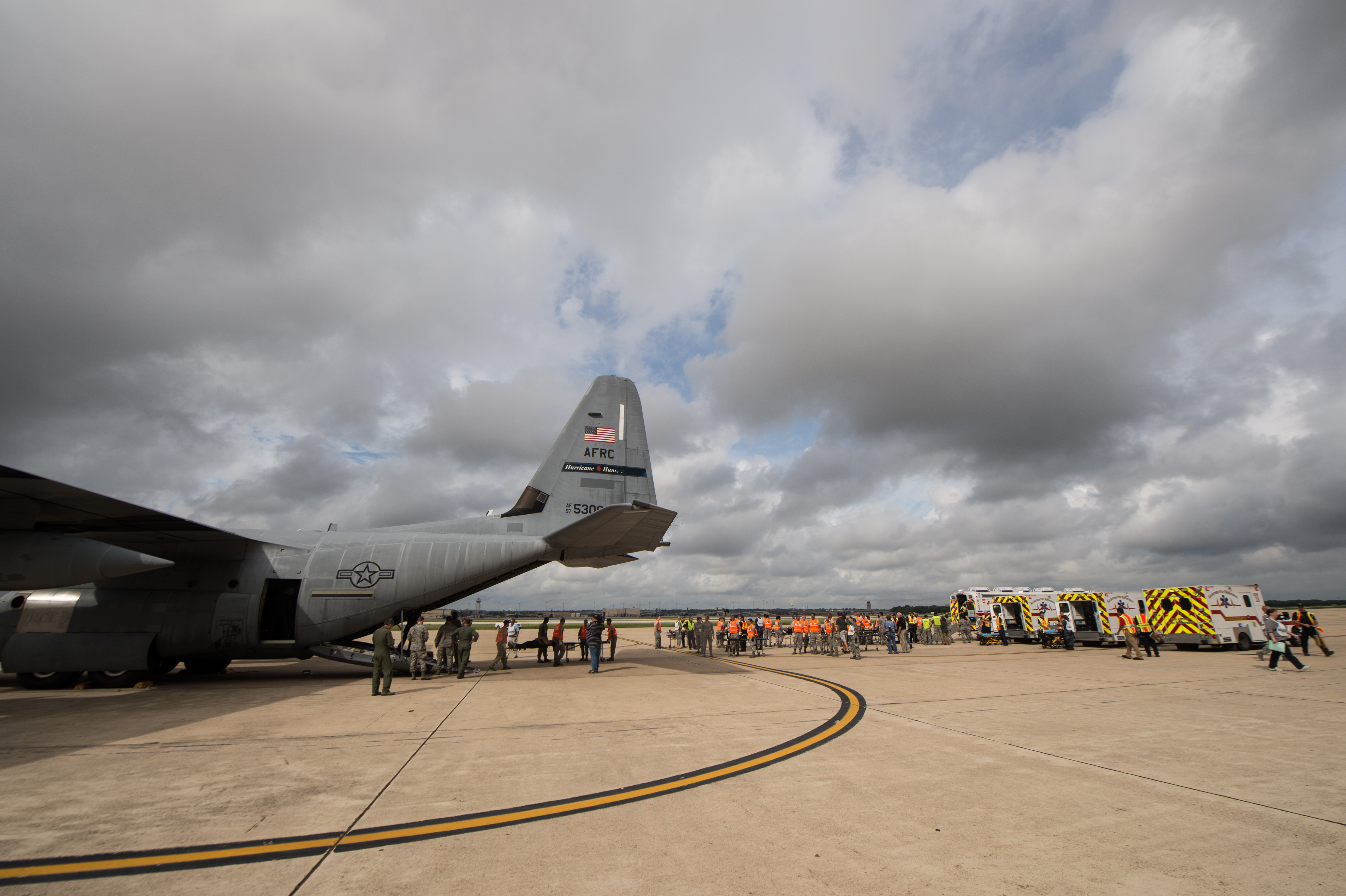
Тренування в масової евакуації. 19 вересня 2013
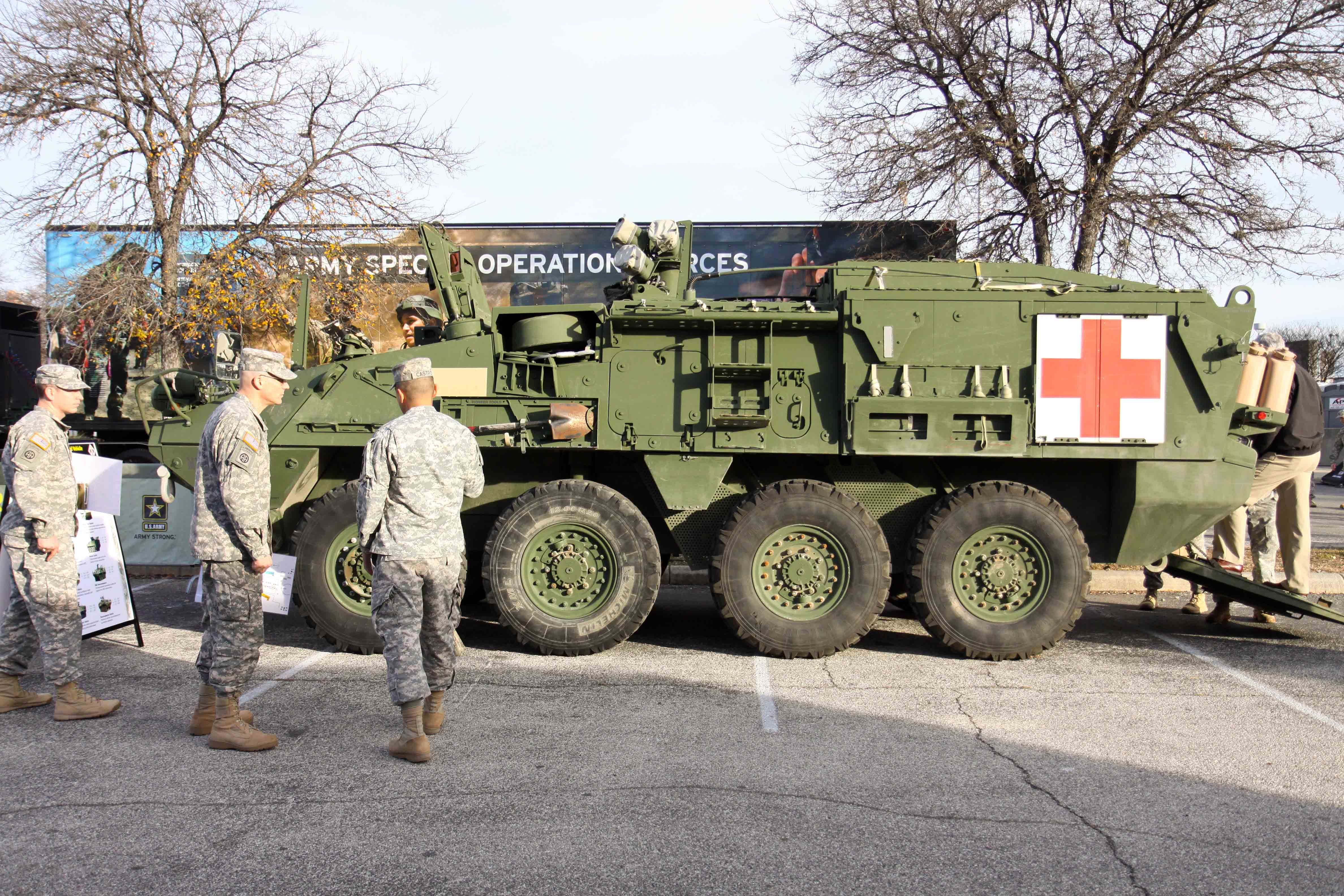
Демонстрація бронетранспортера-машини медичної евакуації M1133 Stryker. 2 січня 2014
Пам'ятник льотчикам, що зникли безвісти при виконанні бойових завдань. 28 березня 2014
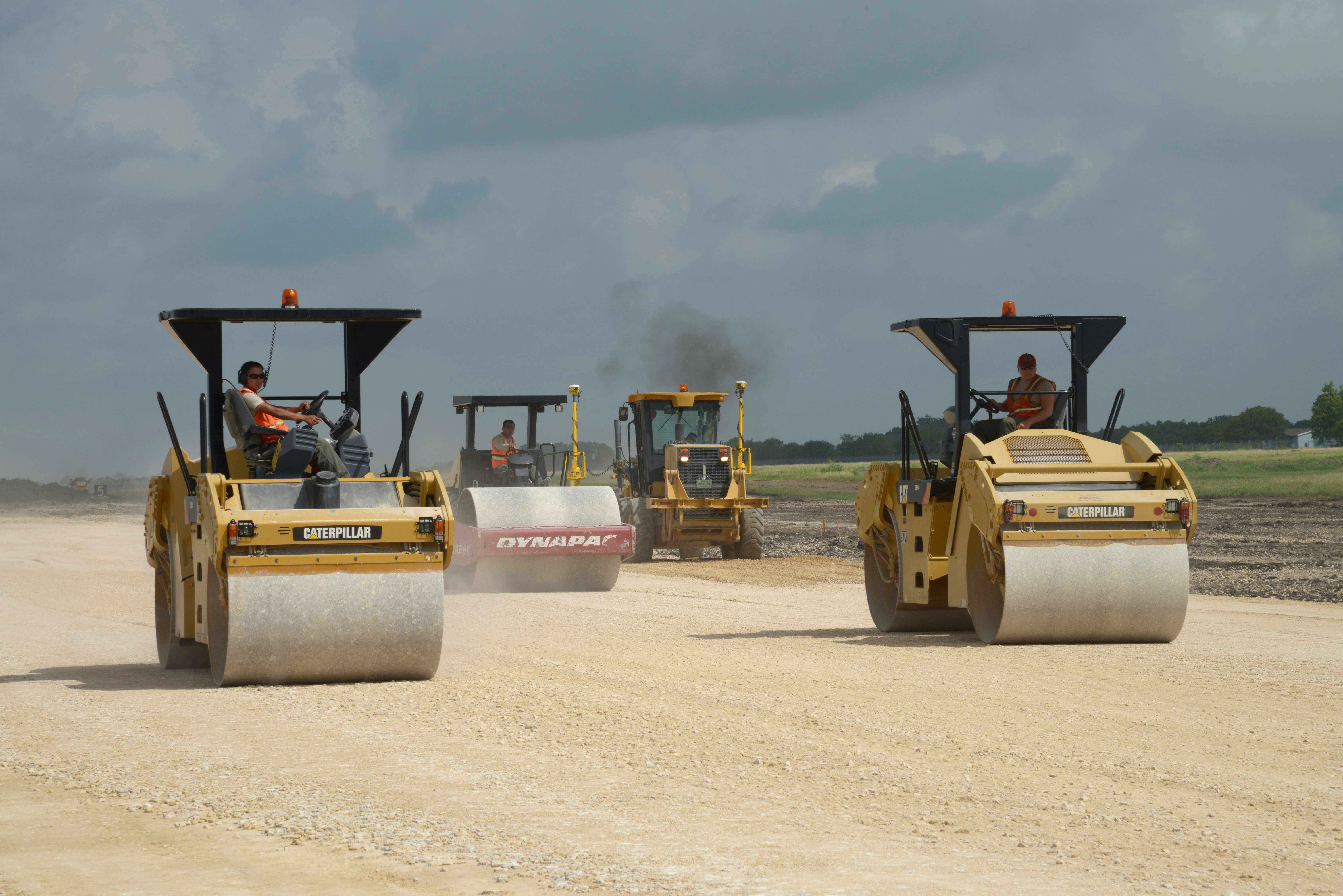
Ремонт злітно-посадкової смуги на авіабазі. 24 червня 2014
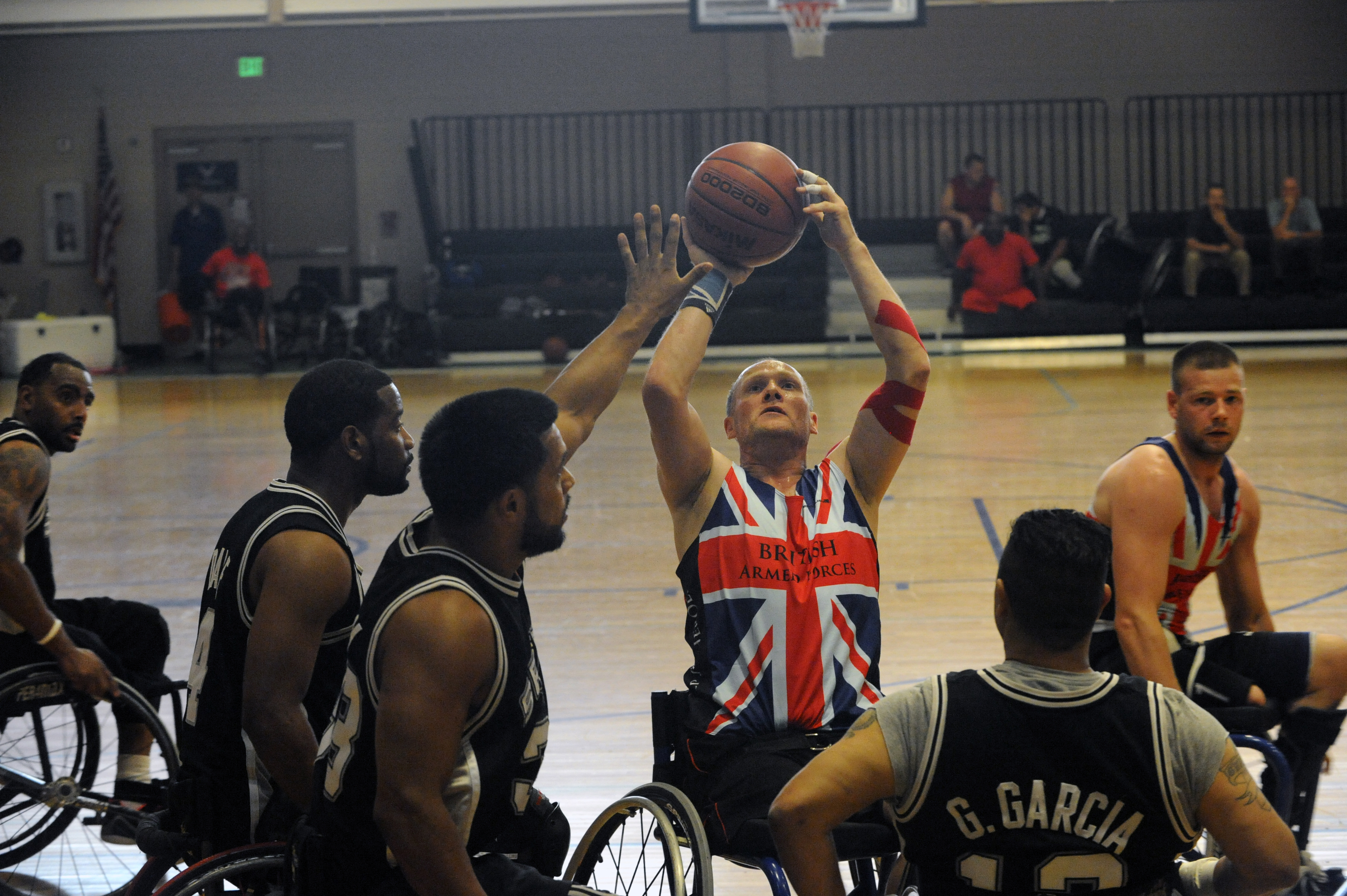
Змагання з баскетболу для поранених воїнів. Матч між збірними США та Англії. 9 липня 2014
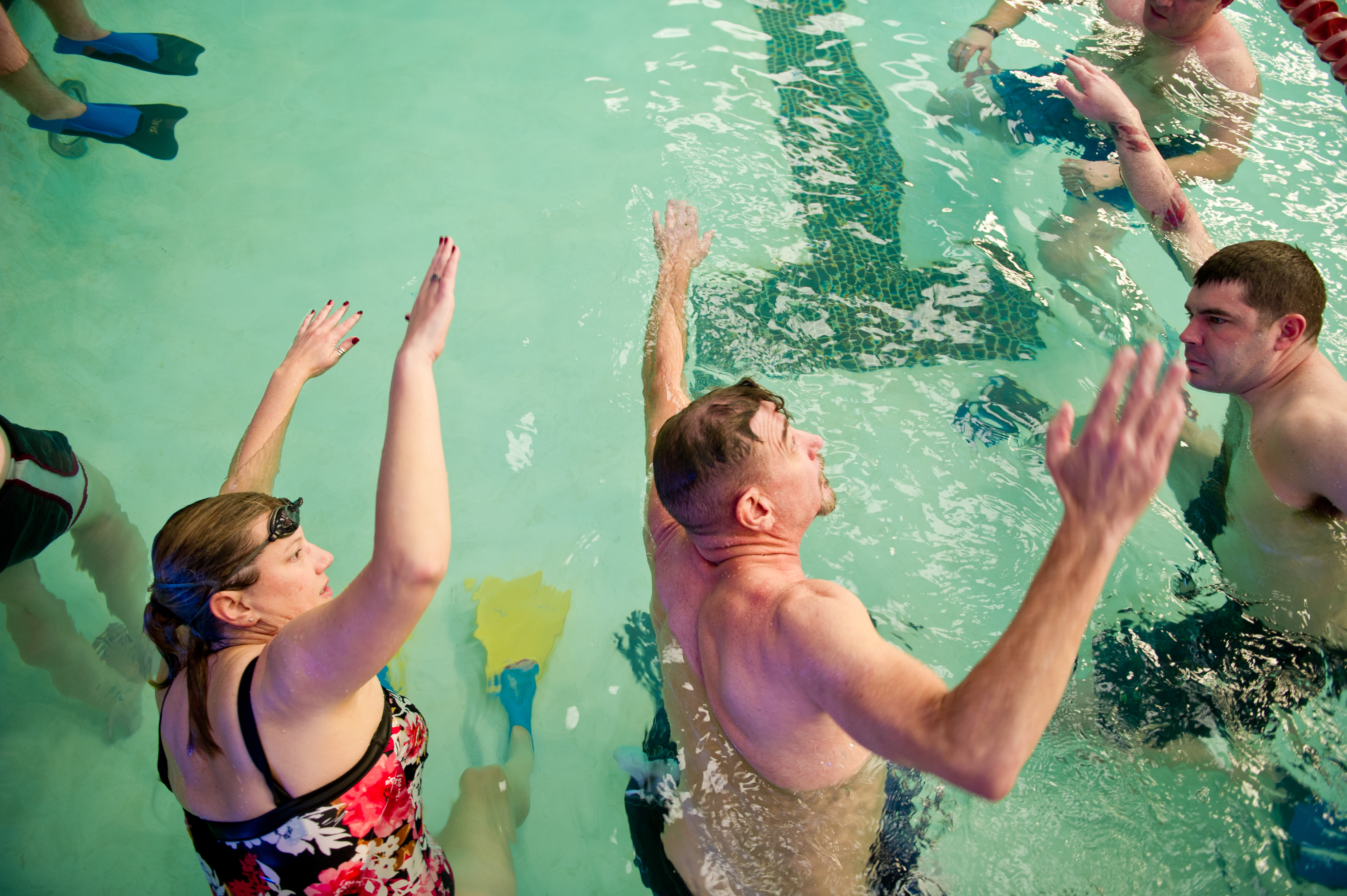
Заняття з плавання для воїнів, що перебувають на реабілітації після поранень. 20 січня 2015
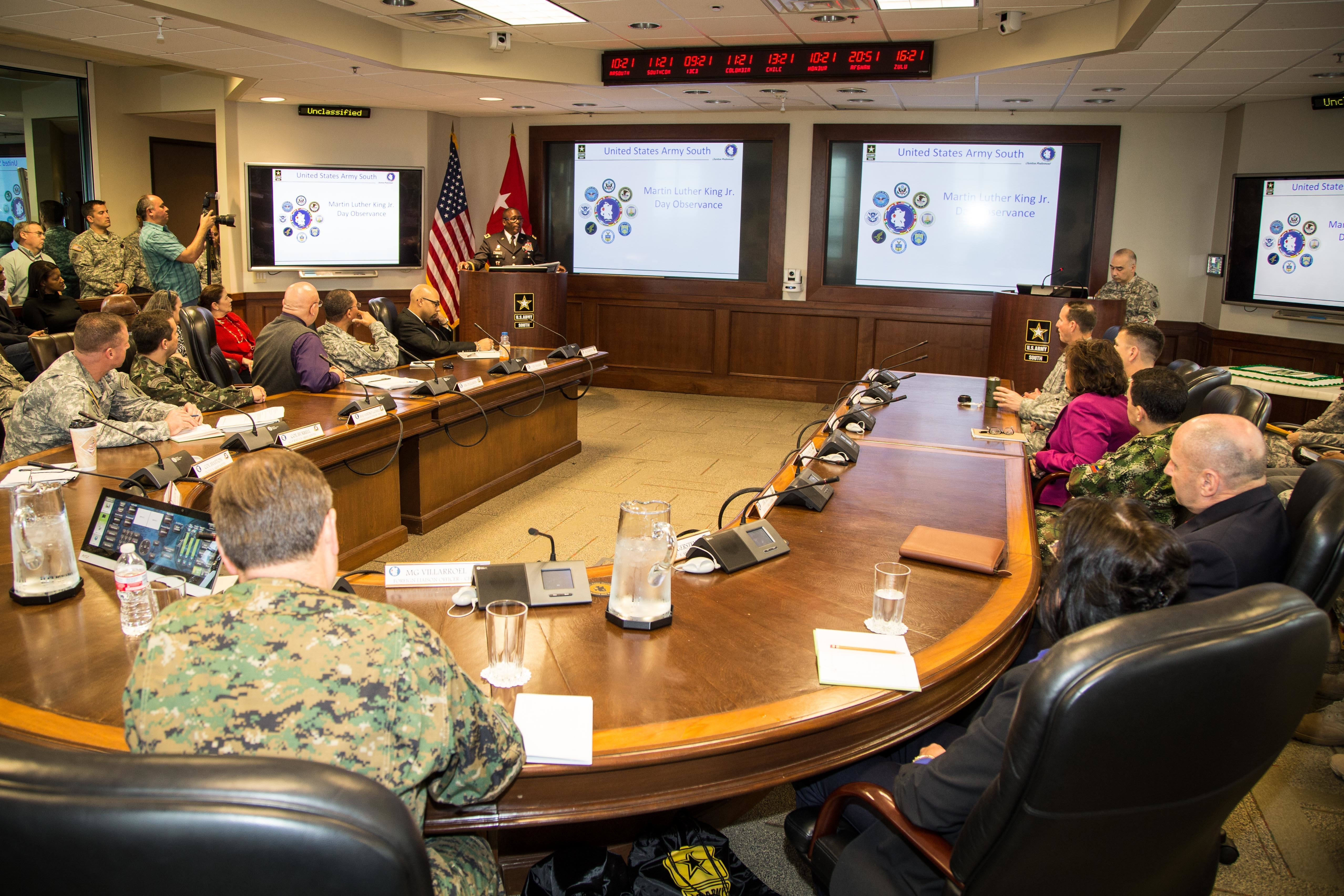
Нарада за участю командира 36-ї піхотної дивізії на об'єднаній базі Сан-Антоніо. 22 січня 2015
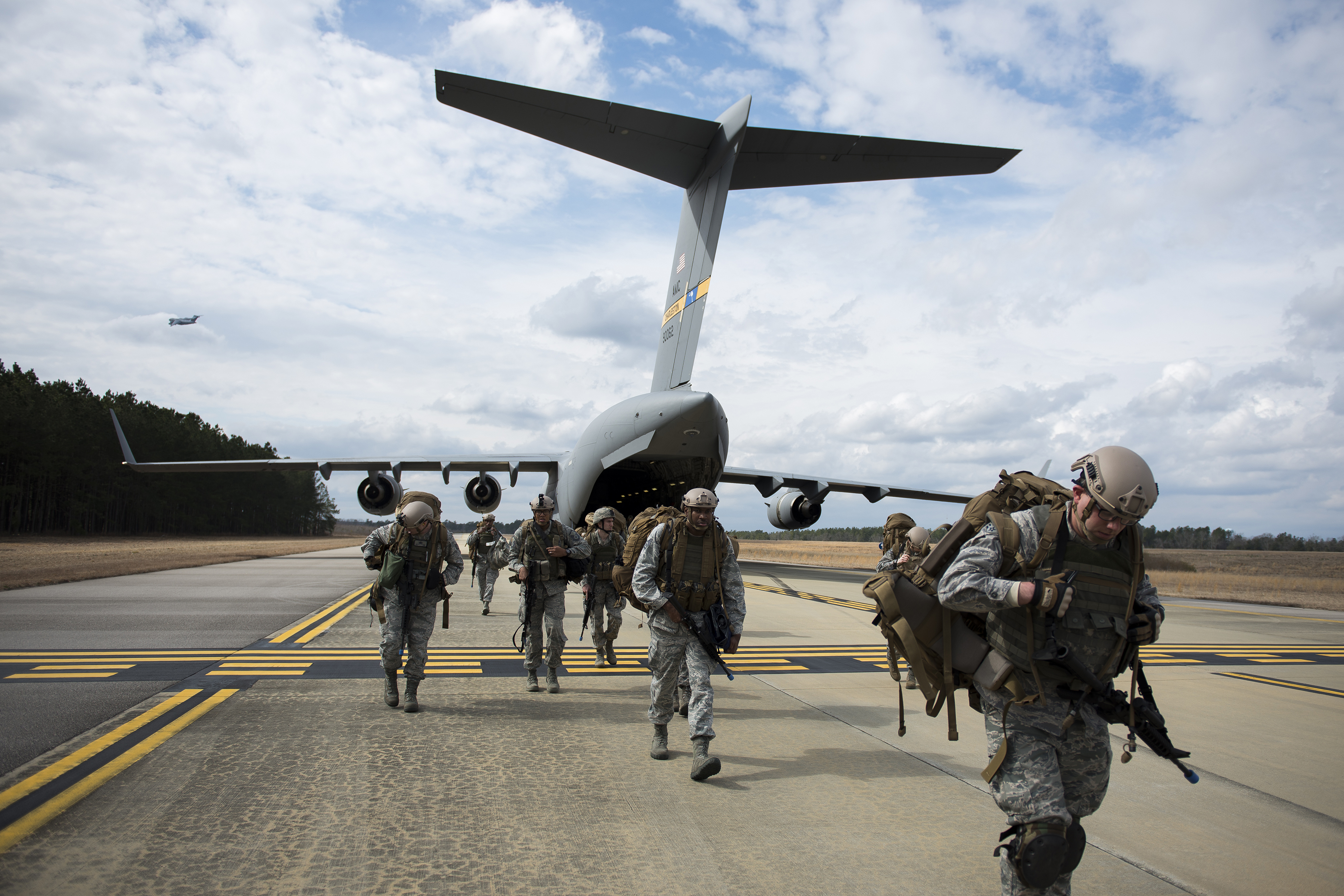
Повернення після навчань операторів бойового документування на базу. 9 лютого 2015
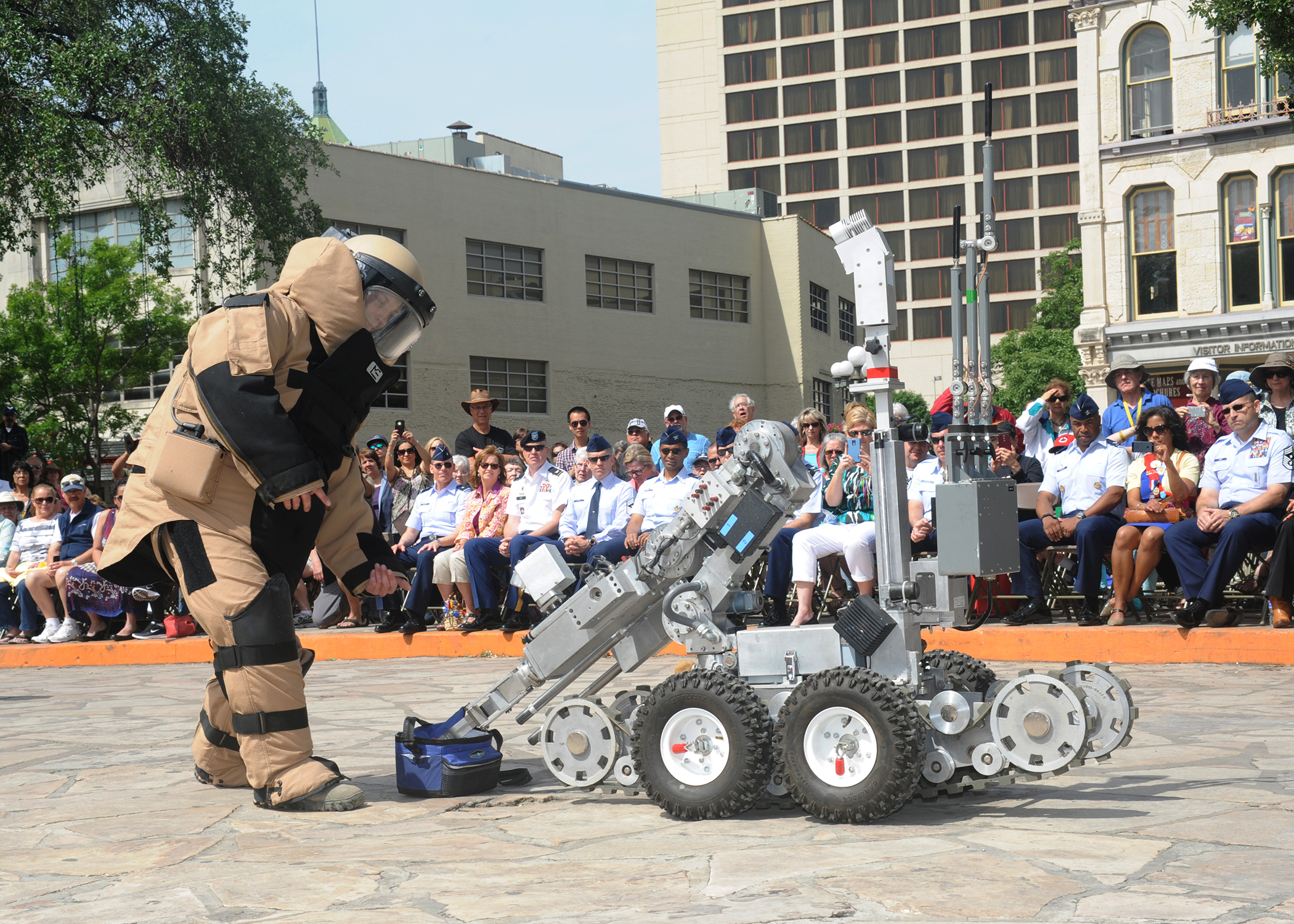
Демонстрація роботи сапера із застосуванням робота розмінування на публіці в Аламо. 20 квітня 2015
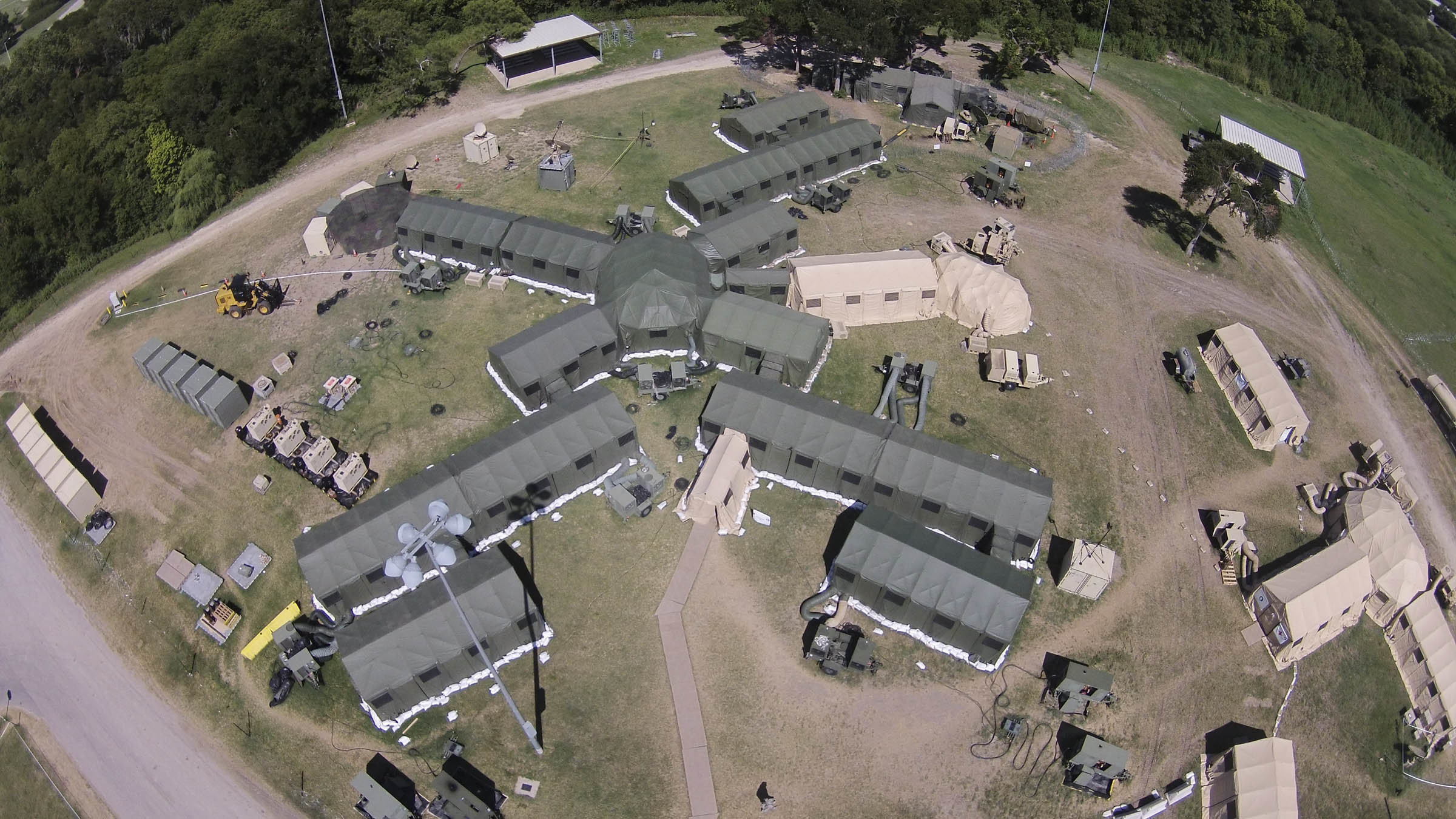
Об'єднаний наметовий табір пункту управління на час проведення навчань. 3 серпня 2016
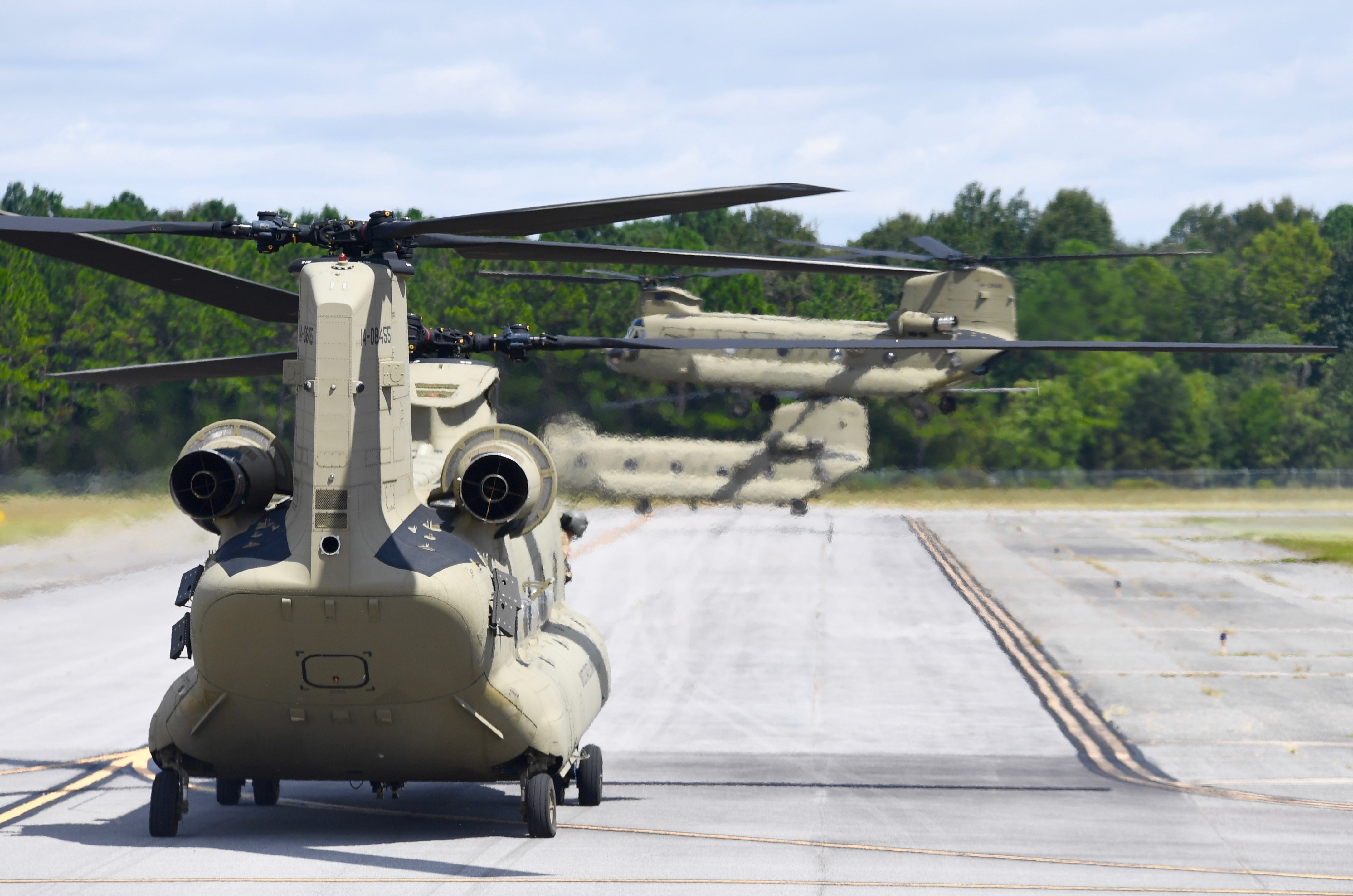
Зліт вертольотів CH-47 «Чінук» для надання допомоги постраждалим унаслідок урагану Ірма. 11 вересня 2017
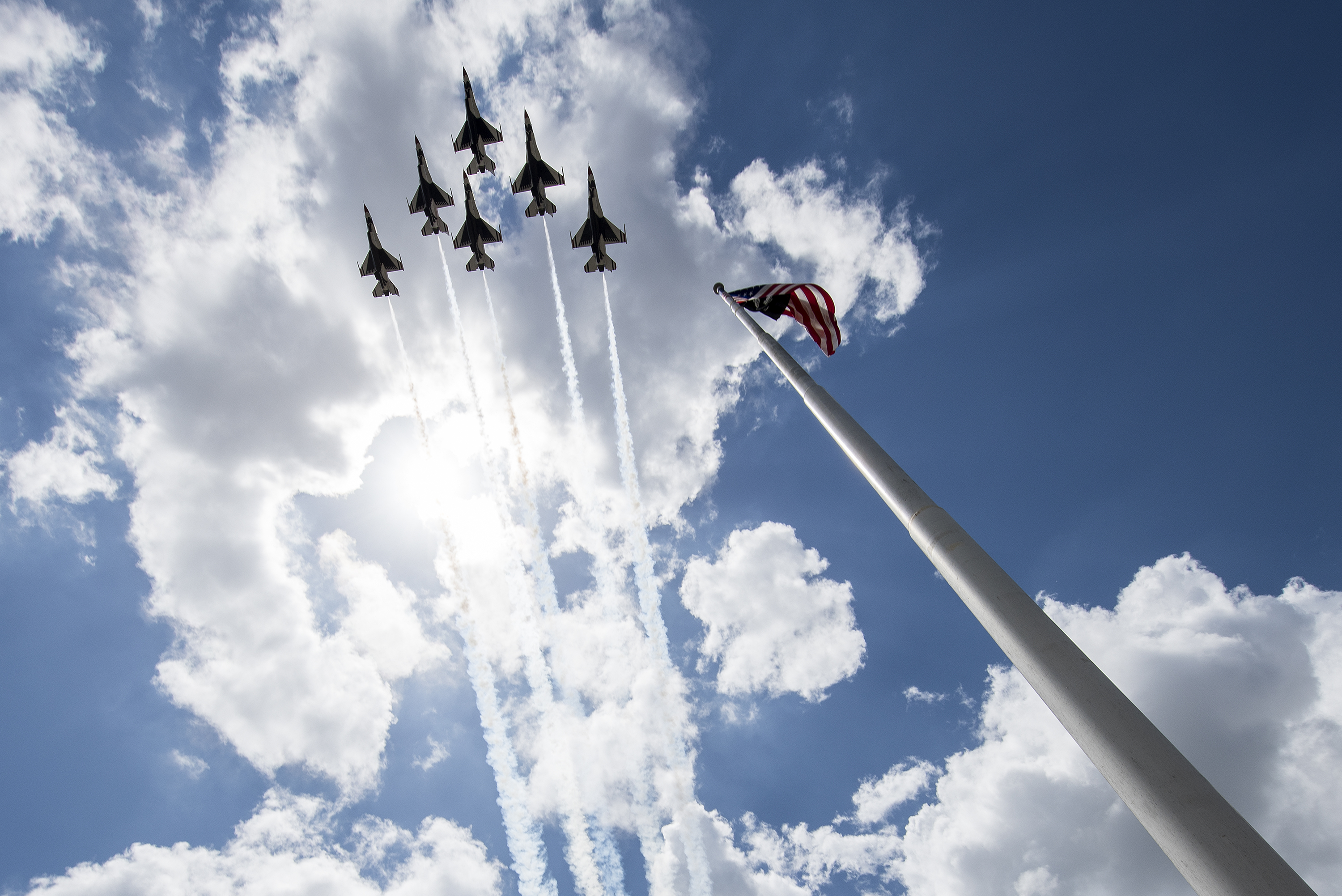
Демонстраційний політ пілотажної групи «Буревісники». 13 травня 2020
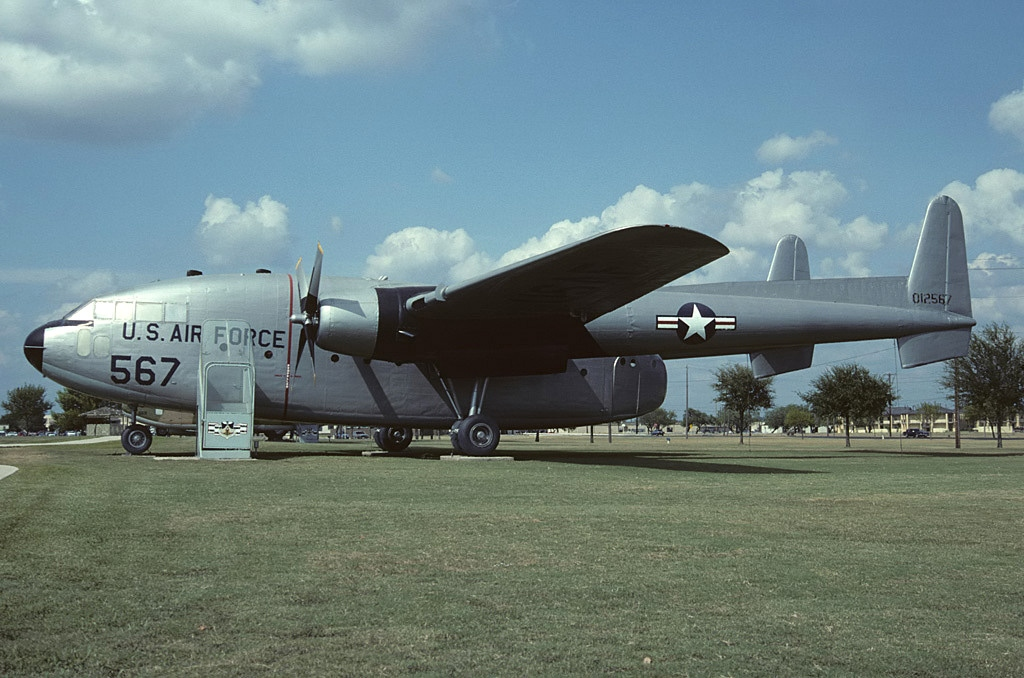
Середній військово-транспортний літак C-119 «Флаїнг Бокскар» на авіабазі Лекланд